# Draco spilonotus
Het vliegend draakje Draco spilonotus is een hagedis uit de familie van de agamen (Agamidae).

## Naamgeving
De wetenschappelijke naam werd gepubliceerd door Albert Günther in 1872. De geslachtsnaam Draco betekent draak. De soortaanduiding spilonotus komt uit het Grieks en betekent vrij vertaald 'gevlekte rug'; spilos = vlek en notos = rug. De hagedis werd lange tijd als een ondersoort gezien van Draco lineatus als Draco lineatus spilonotus.

## Uiterlijke kenmerken
De hagedis bereikt een lichaamslengte van ongeveer vijftien tot twintig centimeter. De keelzak en de huidplooien zijn felgeel bij de mannetjes, bij vrouwtjes is de kleur minder opvallend en zijn de huidplooien kleiner. Op de vlieghuid van het mannetje staan bruine lijnen die naar buiten lopen zoals zonnestralen. Er is veel kleurvariatie onderling; de lichaamskleur kan variëren van lichtbruin tot lichtgroen met lichte vlekken.

## Levenswijze
Op het menu staan voornamelijk mieren die in de bomen worden buitgemaakt. Vrouwtjes zetten acht tot twaalf eieren af in de bosbodem.

## Verspreidingsgebied en habitat
Het vliegend draakje komt endemisch voor in delen van Indonesië en leeft alleen in het noorden van het eiland Sulawesi. De habitat bestaat uit tropische en subtropische laaglandbossen. Ook in door de mens aangepaste streken zoals plantages kan de hagedis worden gevonden. De soort is aangetroffen van zeeniveau tot op een hoogte van ongeveer 1000 meter boven zeeniveau.

## Beschermingsstatus
Door de internationale natuurbeschermingsorganisatie IUCN is de beschermingsstatus 'veilig' toegewezen (Least Concern of LC). Mogelijke bedreigingen zijn de aantasting van het leefgebied door mijnbouwwerkzaamheden en het aanleggen van plantages.